# Antipathes sealarki
Antipathes sealarki är en korallart som beskrevs av Cooper 1909. Antipathes sealarki ingår i släktet Antipathes och familjen Antipathidae.
Artens utbredningsområde är Indiska oceanen. Inga underarter finns listade i Catalogue of Life.